# والتر روهرل
والتر روهرل (آلمانی: Walter Röhrl؛ زادهٔ ۷ مارس ۱۹۴۷) راننده رالی اهل آلمان است.
وی در تیم‌های پورشه، فیات اتومبیلز، اوپل، لانچیا و آئودی عضویت داشته‌است. روهرل در سال‌های ۱۹۸۰ و ۱۹۸۲ قهرمان رالی قهرمانی جهان شده است.